# Subasta americana

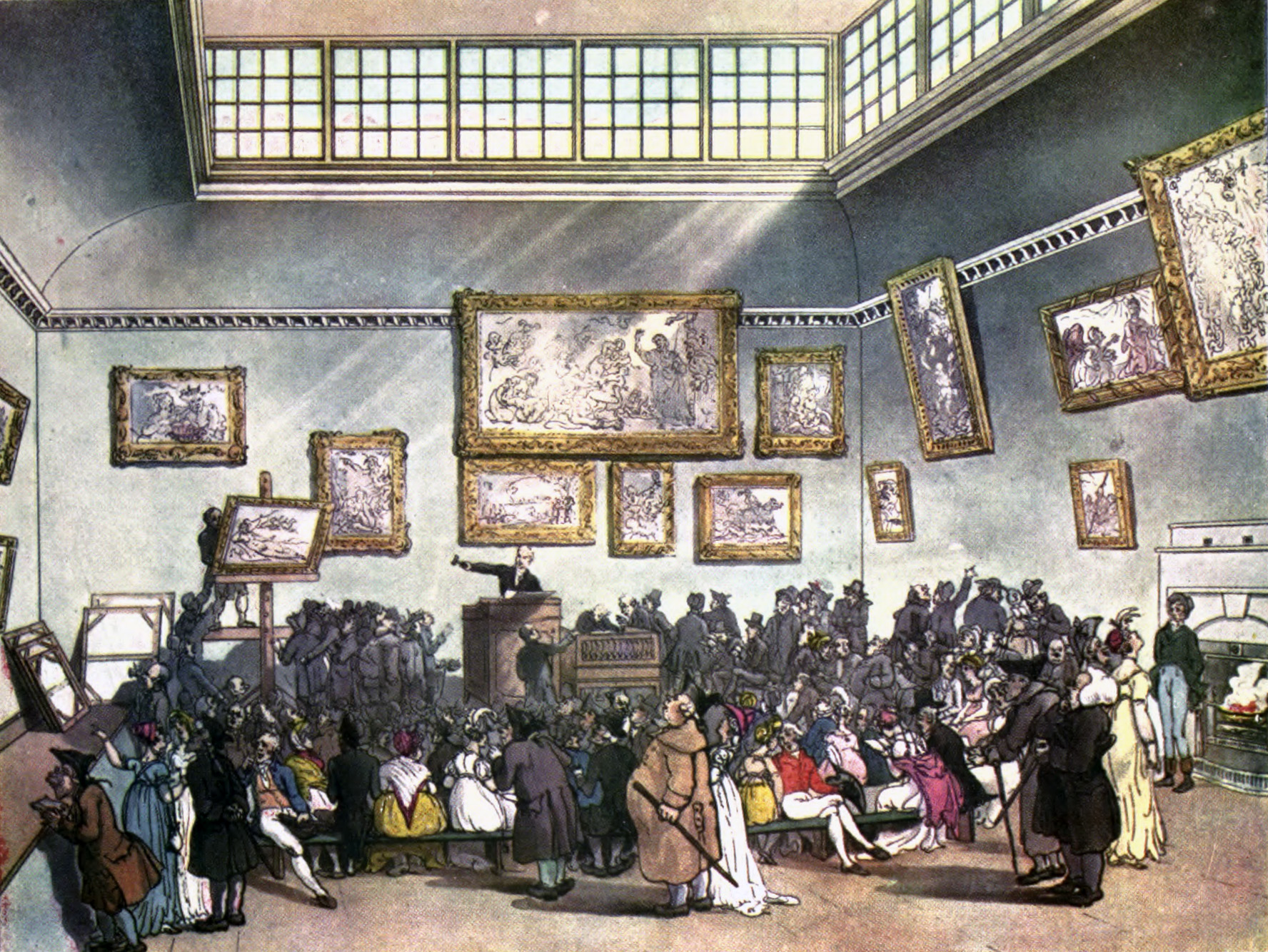
Sala de subastas

En economía y teoría de juegos una subasta americana o subasta todos-pagan, es una subasta en la que todos y cada uno los oferentes deberán pagar, independientemente de si ganan o no el premio (premio que se otorga a la oferta más alta, como en una subasta convencional).
En una subasta donde todos los oferentes pagan, el equilibrio de Nash con información completa es tal que cada postor juega una estrategia mixta y su pago esperado es cero. Los ingresos previstos por la venta es igual al valor del premio. Sin embargo, algunos experimentos han demostrado que el exceso de oferta es común. Es decir, los ingresos del vendedor exceden con frecuencia al valor del premio, y en los juegos repetidos incluso es posible que los oferentes que ganan el premio con frecuencia tengan una pérdida en el largo plazo.

## Formas de subastas americanas
La forma más sencilla de una subasta de todos pagan es una subasta Tullock, a veces llamado lotería Tullock, en la que todos deben presentar una oferta, pero tanto los perdedores como los ganadores pagan sus ofertas presentadas. Esto es fundamental para describir ciertas ideas en la elección pública economía. La subasta de dólar es una generalización de la subasta Tullock de dos oferentes, o un juego multijugador en el que sólo los dos mejores postores pagan sus ofertas.
Una lotería o rifa convencional también se puede ver como un proceso relacionado, ya que todos los que han comprado tickets los han pagado, pero uno solo se lleva el premio. Hay ejemplos prácticos de la subasta americana, mismos que se pueden encontrar en varias subastas de licitación de sitios Web o en lobbying.
Existen otras formas de subastas todos pagan, tales como la guerra de desgaste, en la que el mejor postor gana, sino que todos los licitantes (o ambos, más normalmente) sólo pagan la oferta más baja. La guerra de desgaste es usada por los biólogos para modelar concursos convencionales o resolver interacciones agonísticas sin recurrir a la agresión física.